# دویوالا
دویوالا (به انگلیسی: Doiwala) یک منطقهٔ مسکونی در هند است که در بخش درادون واقع شده‌است. دویوالا ۸٬۷۰۹ نفر جمعیت دارد و ۴۸۵ متر بالاتر از سطح دریا واقع شده‌است.